# テイク・ファイヴ
「テイク・ファイヴ」はポール・デスモンドが作曲し、デイヴ・ブルーベック・カルテットの1959年のアルバム『タイム・アウト』に収録されたジャズ曲である。曲名の由来にもなった、珍しい5/4拍子の使用で有名である。

## 解説
ニューヨーク市にあるコロムビアの30丁目スタジオ（CBS 30th Street Studio）で、1959年6月25日、7月1日、8月18日に録音されこの曲はグループの最も有名なレコードになった。独特で覚えやすいサキソフォンのメロディと創造的で力強いドラムソロで有名である。この曲の初演は、1959年、デイブ・ブルーベック・カルテットがニューヨーク市のヴィレッジ・ゲイトナイトクラブでライブ演奏したときである。Eフラットマイナーのキーで演奏され、Eフラットマイナーブルースのリックと、Eフラットマイナー・Bフラットマイナーの2コードによるヴァンプが特徴である。
このようなスタイルの音楽のヒントを得たのは、ブルーベックが、米国務省主催のユーラシア大陸ツアー中に、トルコでブルガリア音楽の影響を受けたストリートミュージシャングループが演奏するトルコの伝統的な民謡が、西洋の音楽には珍しい9/8拍子で演奏されるのを見たときである。地元のオーケストラの音楽家からこの形式を学んだ後、ブルーベックはジャズの4/4の通常のリズムから外れて、海外で経験した、よりエキゾチックなスタイルで実験的アルバムを作成することとなった。
「テイク・ファイヴ」は5拍子を使用する最初のジャズ曲ではなかったが、米国ではじめて主流となる重要性を達成した曲の１つであり、発表の2年後、1961年10月にBillboard Hot 100で25位、ビルボードのイージーリスニングチャートで25位となった。
「テイク・ファイヴ」はデイブ・ブルーベック・カルテットによりグループの活動中に何度も再録音されライブ演奏が行われた。また、多くのカバー曲がある。デイヴ・ブルーベックと妻アイオラによる歌詞でカーメン・マクレエのボーカルによって1961年録音されたものがある。アル・ジャロウは、1976年にドイツで曲の珍しいスキャットバージョンを演奏した。
「テイク・ファイヴ」は、数え切れないほどのテレビ、そして多くのラジオ局でオンエアされて、映画でも使用されている。60年代始めのNBCの番組"Today"でテーマ曲として数年使用され、コーナーの開始時に1日に5回ほどかかっていた。
1987年、日本では武田薬品（後に武田コンシューマーヘルスケア→現・アリナミン製薬）が発売した栄養ドリンク「アリナミンV-DRINK」のCM曲として使用され、再ヒットとなった。その年、日本での「テイク・ファイヴ」を収録したLP・CD・シングルなどの売上は12万枚に達した。CMの映像では、アメリカ・ニューヨークを舞台としている。当時のキャッチコピーは「GOOD CONDITION アリナミンＶ (新発売)」である。
1977年デスモンドは彼の死に際して、「テイク・ファイヴ」を含む曲の著作権をアメリカ赤十字社に寄贈した。それにより赤十字は1年に10万ドルのロイヤリティを受け取ることとなった。

## メンバー
- デイヴ・ブルーベック - ピアノ
- ポール・デスモンド - アルトサックス
- ユージン・ライト - ベース
- ジョー・モレロ - ドラム

## ラジオ番組での使用
- 「ザ・スタンダード」 - ラジオ日本：不定期放送。オープニング曲として使用されている。
- 「拝啓!青春諸君」 - ニッポン放送：1976年10月〜1984年3月放送。尺八の演奏によるヴァージョンがテーマ曲として使用されていた。
- 「ロックラッシュレディオ」（RF）の正月特番で毎年アタックとして20年以上尺八ヴェ―ジョンが使われている。

## エピソード
作曲者のポール・デスモンドは、1963年に、自身のリーダー作としてアンサー・ソング「テイク・テン（Take Ten）」を発表している。
日本のフィギュアスケート選手の村主章枝が2007/2008シーズン、小塚崇彦が2008/2009シーズンのショートプログラムで使用した。

## 主なカバー
- 1962 - Swedish singer Monica Zetterlund
- 1962 - French singer Richard Anthony ("Ne boude pas")
- 1963 - Antonio "Chocolate" Diaz Mena ("Eso Es Latin Jazz ...Man!"）
- 1963 - Davy Graham ("The Guitar Player")
- 1965 - Marilyn Maye ("Meet Marvelous Marilyn Maye")
- 1967 - Trudy Pitts (Introducing The Fabulous Trudy Pitts )
- 1968 - Val Bennett (The Russians Are Coming )
- sometime before 1969 – Romanian singer Gigi Marga (retitled "Ritmuri noi" – "New rhythms", accompaniment by Cornel Popescu band)[9]
- 1973 - チェット・アトキンス
- 1974 - オーガスタス・パブロ ("Ital Dub") ("The Big Rip Off")
- 1977 - アル・ジャロウ (Look To The Rainbow )
- 1979 - ジョージ・ベンソン (Take Five )
- 1979 - SILVER STARS 銀星団 (乱調五番 )
- 1983 - クインシー・ジョーンズ (Take Five )
- 1985 - ティト・プエンテ & ジョージ・シアリング LP Mambo Diablo (Take Five ) Grammy Winner
- 1986 - ジョージ・ベンソン (Live from Montreux )
- 1987 - Lawndale ("Take Five" – medley with Whole Lotta Love). (Sasquatch Rock , SST Records)[10]
- 1988 - 松本孝弘 - 『Thousand Wave』
- 1991 - アコースティック・アルケミー (Reference Point )[11]
- 1992 - グローヴァー・ワシントン・ジュニア (Take Five (Take Another Five) )
- 1996 - スペシャルズ ("Take Five")
- 1996 - Moe Koffman ("Take Five")
- 1996 - 松本孝弘 - 『Thousand Wave Plus』
- 1997 - Aziza Mustafazadeh ("Take Five") (Jazziza album)
- 1997 - オムニバス・アルバム『BMW TAKE5』
  - ドイツの自動車メーカーであるBMWが非売品で制作した、「テイク・ファイヴ」のみのオリジナル＆カバー5曲を収録したCD。デイヴ・ブルーベック・カルテットによるオリジナル・バージョンの他、カーメン・マクレエ、カラベリ、グローヴァー・ワシントン・ジュニアのそれぞれの手によるカバーバージョン、そしてこのCDのためだけに結成されたアレンジ＆プログラミング担当の笹路正徳率いる19人のビッグバンドによるバージョンが「BMW Original Take」として収録される。
- 1997 - Antonio Forcione & Sabina Sciubba ("Take Five") (Meet Me in London album)
- 1998 - Eric Singleton/'XL'
- 1999 - The String Cheese Incident (Carnival '99)[12]
- 1999 - エレクトロニカ/ニューエイジ・ミュージック グループDancing Fantasy (Dancing Fantasy )[13]
- 2002 - ロドリーゴ・イ・ガブリエーラ ("Take 5 (Foc-ing version 9)")
- 2002 - キング・タビー, ダブバージョン、死後発表された。
- 2002 - プランクトン, スウェーデンのインストルメンタルロックバンド (Plankton  album)
- 2003 - 女子十二楽坊 - 『女子十二楽坊 〜Beautiful Energy〜』
- 2004 - Tahir Aydoğdu, Turkish Kanun Player (Hasret  album)
- 2006 - マンハッタン・ジャズ・オーケストラ - 『Birdland』
- 2008 - New York Ska Jazz Ensemble (Step Forward )
- 2008 - ロドリーゴ・イ・ガブリエーラ - 『Live in Japan』
- 2009 - Bugge Wesseltoft (Playing )
- 2010 - Indigo (Stay Together )
- 2010 - The Portland Cello Project (Take 5 )
- 2010 - スティーヴィー・ワンダー (at the North Sea Jazz Festival)
- 2011 - Paradox (MiX-5: Premiere Recordings for Bassoon and Cello )
- 2011 - イリアーヌ・イリアス, in the "Light My Fire" album
- 2011 - Sachal Studios Orchestra[14]
- 2012 - Panzerballett (Tank Goodness )
- 2012 - Johnny Martuccelli ("My Gift to You")
- 2013 - Terry Disley "Brubeck vs. Guaraldi"
- 2013 - マーク・リボー (Your Turn )
- 2013 - Rick Janusはテイク・ファイヴをカバーし、エレクトロニックバージョンで最初のアルバム"Hills of Joy"に収録された。
- 2013 - JUJU - 『TAKE FIVE〜俺たちは愛を盗めるか〜』劇中歌[15]
- 2014 - 松本孝弘 - 『New Horizon』